# Javorovica
Javorovica je naselje v Občini Šentjernej.